# Équipe des Pays-Bas masculine de volley-ball
Cet article traite de l'équipe masculine. Pour l'équipe féminine, voir Équipe des Pays-Bas féminine de volley-ball.
L'équipe des Pays-Bas de volley-ball est composée des meilleurs joueurs néerlandais sélectionnés par la Fédération Néerlandaise de Volley-Ball (Nederlandse Volleybal Bond, NVB). Elle est classée au 13e rang de la Fédération internationale de volley-ball au 25 juillet 2022.

## Palmarès et parcours

### Palmarès
- Championnat du monde
  - Finaliste : 1994
- Championnat d'Europe (1)
  - Vainqueur : 1997
  - Finaliste : 1993, 1995
  - Troisième : 1989, 1991
- Jeux Olympiques (1)
  - Vainqueur : 1996
  - Finaliste : 1992
- Ligue mondiale (1)
  - Vainqueur : 1996
  - Finaliste : 1990
  - Troisième : 1998
  - Quatrième : 1991, 1992, 1997
- World Grand Champions Cup
  - Finaliste : 1997
- Ligue européenne (2)
  - Vainqueur : 2006, 2012
  - Finaliste : 2004, 2008
- Coupe du monde
  - Finaliste : 1995

### Parcours

#### Jeux Olympiques
| - 1964 : 8e - 1968 : Non qualifié - 1972 : Non qualifié - 1976 : Non qualifié - 1980 : Non qualifié - 1984 : Non qualifié - 1988 : 5e - 1992 : Finaliste - 1996 : Vainqueur - 2000 : 5e |  | - 2004 : 9e - 2008 : Non qualifié - 2012 : Non qualifié - 2016 : Non qualifié - 2020 : Non qualifié - 2024 : Non qualifié |

#### Championnats du monde
| - 1949 : 10e - 1952 : Non qualifié - 1956 : 13e - 1960 : Non qualifié - 1962 : 12e - 1966 : 12e - 1970 : 14e - 1974 : 11e - 1978 : 16e - 1982 : Non qualifié |  | - 1986 : Non qualifié - 1990 : 7e - 1994 : Finaliste - 1998 : 6e - 2002 : 9e - 2006 : Non qualifié - 2010 : Non qualifié - 2014 : Non qualifié - 2018 : 8e - 2022 : 10e |

#### Ligue mondiale
| - 1990 : Finaliste - 1991 : 4e - 1992 : 4e - 1993 : 5e - 1994 : 5e - 1995 : 12e - 1996 : Vainqueur - 1997 : 4e - 1998 : 3e - 1999 : 10e | - 2000 : 5e - 2001 : 6e - 2002 : 7e - 2003 : 10e - 2004 : Non participant - 2005 : Non participant - 2006 : Non participant - 2007 : Non participant - 2008 : Non participant - 2009 : 9e | - 2010 : 11e - 2011 : Non participant - 2012 : Non participant - 2013 : 14e - 2014 : 12e - 2015 : 13e - 2016 : 15e - 2017 : 15e |

#### Ligue des nations
| - 2018 : Non participant - 2019 : Non participant - 2020 : N/A - 2021 : 14e - 2022 : 7e - 2023 : 10e - 2024 : 13e |

#### Championnat d'Europe
| - 1948 : 6e - 1950 : Non qualifié - 1951 : 9e - 1955 : Non qualifié - 1958 : 13e - 1963 : 12e - 1967 : 15e - 1971 : 9e - 1975 : 9e - 1977 : 12e |  | - 1979 : Non qualifié - 1981 : Non qualifié - 1983 : 10e - 1985 : 10e - 1987 : 5e - 1989 : 3e - 1991 : 3e - 1993 : Finaliste - 1995 : Finaliste - 1997 : Vainqueur |  | - 1999 : 5e - 2001 : 8e - 2003 : 6e - 2005 : 11e - 2007 : 7e - 2009 : 7e - 2011 : Non qualifié - 2013 : 10e - 2015 : 10e - 2017 : 14e | - 2019 : 10e - 2021 : 5e - 2023 : 5e |

#### Ligue européenne
| - 2004 : Finaliste - 2005 : Non participant - 2006 : Vainqueur - 2007 : 7e - 2008 : Finaliste - 2009 : Non participant - 2010 : Non participant - 2011 : 5e - 2012 : Vainqueur - 2013 : Non participant | - 2014 : Non participant - 2015 : Non participant - 2016 : Non participant - 2017 : Non participant - 2018 : 5e - 2019 : 3e - 2020 : N/A - 2021 : Non participant - 2022 : Non participant - 2023 : Non participant - 2024 : Non participant |

#### Coupe du monde
| - 1965 : 10e - 1969 : Non qualifié - 1977 : Non qualifié - 1981 : Non qualifié - 1985 : Non qualifié - 1989 : Non qualifié - 1991 : Non qualifié - 1995 : Finaliste - 1999 : Non qualifié - 2003 : Non qualifié |  | - 2007 : Non qualifié - 2011 : Non qualifié - 2015 : Non qualifié - 2019 : Non qualifié |

#### World Grand Champions Cup
| - 1993 : Non qualifié - 1997 : Finaliste - 2001 : Non qualifié - 2005 : Non qualifié - 2009 : Non qualifié - 2013 : Non qualifié - 2017 : Non qualifié - 2020 : N/A |